# Miraí
Miraí là một đô thị thuộc bang Minas Gerais, Brasil. Đô thị này có diện tích 320,628 km², dân số năm 2007 là 13418 người, mật độ 38,7 người/km².